# Colonial National Invitational
Il Colonial National Invitational è stato un torneo di tennis facente parte del Grand Prix, giocato dal 1962 al 1973 a Fort Worth negli Stati Uniti su campi in cemento.

## Albo d'oro

### Singolare
| Anno | Vincitore       | Finalista       | Punteggio               |
| ---- | --------------- | --------------- | ----------------------- |
| 1962 | Roy Emerson     | Chuck McKinley  | 4–6, 6–2, 6–3           |
| 1963 | Chuck McKinley  | Ham Richardson  | 6–3, 3–6, 10–8          |
| 1964 | Rafael Osuna    | Manuel Santana  | 3–6, 6–3, 6–2           |
| 1965 | Arthur Ashe     | Fred Stolle     | 6–3, 6–4                |
| 1966 | Rafael Osuna    | Cliff Drysdale  | 6–2, 3–6, 6–3           |
| 1967 | Rod Laver       | Dennis Ralston  | 8–6, 6–0                |
| 1968 | Ken Rosewall    | Andrés Gimeno   | 6–4, 6–3                |
| 1969 | Rod Laver       | Ken Rosewall    | 6–3, 6–2                |
| 1970 | Rod Laver       | Roy Emerson     | 6–3, 7–5                |
| 1971 | Rod Laver       | Marty Riessen   | 2–6, 6–4, 3–6, 7–5, 6–3 |
| 1972 | John Newcombe   | Ken Rosewall    | 5–7, 1–6, 7–5, 6–4, 6–4 |
| 1973 | Eddie Dibbs     | Brian Gottfried | 7–5, 6–2, 6–4           |
| 1974 | Non disputato   |                 |                         |
| 1975 | John Alexander  | Dick Stockton   | 7–6, 4–6, 6–3           |
| 1976 | Guillermo Vilas | Phil Dent       | 6–7, 6–1, 6–1           |

### Doppio
| Anno | Vincitori                     | Finalisti                   | Punteggio        |
| ---- | ----------------------------- | --------------------------- | ---------------- |
| 1971 | Roy Emerson Rod Laver         | Tom Okker Marty Riessen     | 6–4, 7–5         |
| 1972 | Tom Okker Marty Riessen       | Ken Rosewall Fred Stolle    | 6–2, 6–2         |
| 1973 | Brian Gottfried Dick Stockton | Owen Davidson John Newcombe | 7–6, 6–4         |
| 1974 | Non disputato                 |                             |                  |
| 1975 | Robert Lutz Stan Smith        | John Alexander Phil Dent    | 6(2)–7, 7–6, 6–3 |
| 1976 | Vitas Gerulaitis Sandy Mayer  | Eddie Dibbs Harold Solomon  | 6–4, 7–5         |